# Arthonia medusula
Arthonia medusula är en lavart som först beskrevs av Christiaan Hendrik Persoon och som fick sitt nu gällande namn av William Nylander. 
Arthonia medusula ingår i släktet Arthonia och familjen Arthoniaceae. Inga underarter finns listade i Catalogue of Life.